# Codi ternari híbrid
En telecomunicacions, el codi de línia ternària híbrida (H-) és un codi de línia que funciona segons un principi híbrid que combina els codis binaris de no retorn a zero (NRZL) i els codis polars de retorn a zero (RZ).
El codi H-ternari té tres nivells per a la representació del senyal; aquests són positius (+), zero (0) i negatius (-). Aquests tres nivells estan representats per tres estats. L'estat del codi de línia podria estar en qualsevol d'aquests tres estats. Es produeix una transició al següent estat com a resultat d'una entrada binària 1 o 0 i l'estat de sortida actual del codificador. El procediment de codificació és el següent.
| Bit d'entrada | Sortida prèvia | Nivell de sortida |
| ------------- | -------------- | ----------------- |
| 0             | +              | −                 |
| 0             | 0              | −                 |
| 0             | −              | 0                 |
| 1             | +              | 0                 |
| 1             | 0              | +                 |
| 1             | −              | +                 |

1. En general, el codificador surt + nivell per a una entrada binària 1 i un nivell - per a una entrada binària 0.
2. Tanmateix, si això donaria com a resultat el mateix nivell de sortida que el temps de bit anterior, en el seu lloc s'emetrà un nivell 0.
3. Inicialment, l'estat actual de la sortida del codificador s'assumeix al nivell 0 quan el primer bit arriba a l'entrada del codificador.

El nou esquema de codificació de línies viola la regla de codificació de NRZ-L quan arriba una seqüència d'1s o 0s i, per tant, supera algunes de les seves deficiències. Durant el període de violació per a una sèrie d'1s o 0s, funciona amb la mateixa regla de codificació de la RZ polar però amb una ocupació de pols de període complet.
Els codis NRZ-L i RZ polars tenen deficiències en comparació amb l'esquema de codificació H-ternari proposat. El codi NRZ-L no té prou informació de temporització quan el senyal binari es manté en un nivell d'1 o 0. Això té una influència directa en la sincronització del rellotge del receptor amb el del transmissor i, com a resultat, té un impacte en la detecció del senyal digital rebut.
El codi H-ternari també té una superioritat temporal en comparació amb codis ternaris similars. Un altre codi de línia ternària com la inversió de marca alternativa (AMI) també no té la informació de temps quan cal transmetre una sèrie de zeros. Aquest inconvenient es veu en part superat per la seva versió modificada la bipolar d'alta densitat amb substitució de tres zeros (HDB3).
D'altra banda, el nou codi té un ample de banda més petit en comparació amb el codi RZ polar. Aquest últim té els seus components espectrals de freqüència concentrats al doble de la velocitat de dades binàries original perquè el codi RZ polar té un cicle de treball del pols del 50 per cent.